# Hymenostegia gracilipes
Hymenostegia gracilipes é uma espécie vegetal da família Fabaceae.
Apenas pode ser encontrada no Gana.